# Wilaya (film)
Pour plus de détails, voir Fiche technique et Distribution.
Wilaya ( arabe : ولاية ), également connu sous le nom de Tears of Sand ) est un film espagnol de 2011 réalisé par Pedro Pérez Rosado. Le film est un drame minimaliste sur une famille de réfugiés sahraouis soudainement confrontée à la mort de la mère et au retour de la sœur cadette, qui avait vécu la majeure partie de sa vie en Espagne, reflétant la séparation de nombreuses familles sahraouies,.
La chanteuse Aziza Brahim composent, produit et interprètela bande originale, jouant aussi, pour la première fois, comme actrice.

## Synopsis
Fatimetu est une jeune femme sahraouie qui revient pour l'enterrement de sa mère dans les camps de réfugiés sahraouis après 16 ans de vie en Espagne. Son frère aîné Jatri dit à Fatimetu que, dans son dernier testament, sa mère lui a laissé à la fois la jaima (tente) de la famille et la responsabilité de prendre soin de sa sœur handicapée Hayat. Fatimetu accepte à contrecœur la responsabilité. Elle achète une vieille camionnette et trouve du travail dans le transport de marchandises entre les wilayas des camps, mais Fatimetu est tiraillée entre sa vie dans le désert et les souvenirs de sa famille d'accueil espagnole et de ses amis,.

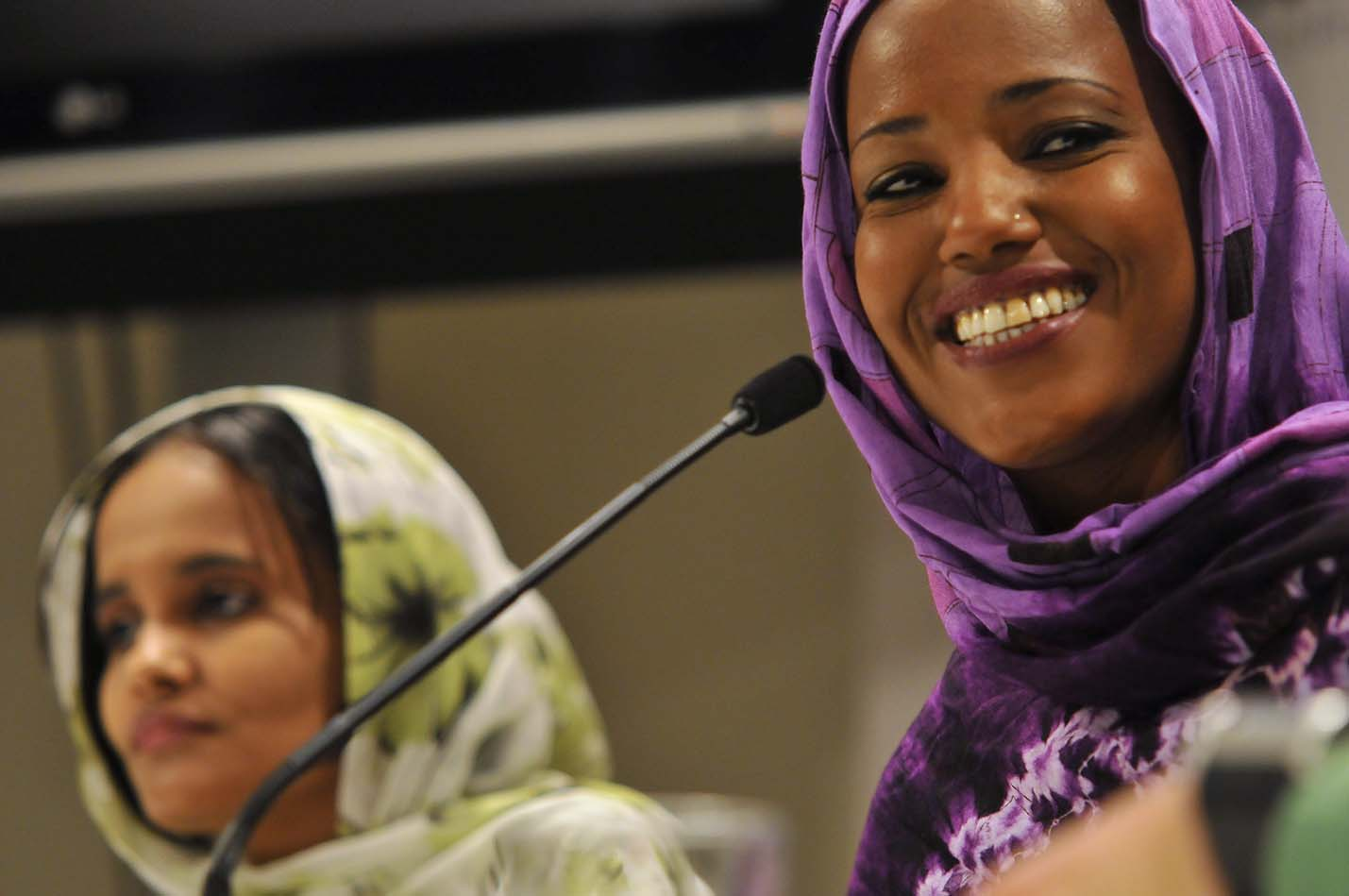
Les actrices sahraouies Aziza Brahim et Memona Mohamed, lors d'une conférence de presse de présentation du film "Wilaya", lors du 10ème festival du film des droits de l'homme à San Sebastián, Espagne, 26 avril 2012

## Distribution
- Nadhira Mohamed (en) : Fatimetu[6].
- Memona Mohamed : Hayat[6].
- Aziza Brahim : Sdiga[6].
- Ainina Sidagmet : Saïd[6].
- Mohamed Mouloud : Jatri[6].

## Récompenses et nominations
- Abu Dhabi Film Festival New Horizons Competition Meilleure actrice (Memona Mohamed, gagnante)[7],[3].
- Festival du film de Malaga Or Biznaga Meilleur film (nommé)[3].
- Festival du film de Malaga Silver Biznaga Meilleure bande originale (Aziza Brahim, gagnante)[8]
- Concours de longs métrages Gold Djed du Festival du film égyptien et européen de Louxor (gagnant)[9],[3].
- Concours du meilleur long métrage de fiction du Festival international du film d'Alger (nommé)[10].

## Lieux de tournage
Le film a été entièrement tourné dans les camps de réfugiés sahraouis situés au camp Smara à Tindouf en Algérie.